# Mountain Home Air Force Base
Mountain Home Air Force Base est une base de l'United States Air Force située près de la ville de Mountain Home, à 80 km au sud-est de Boise dans l'Idaho. La base abrite de nos jours le 366th Fighter Wing.

## Démographie
| Groupe            | Mountain Home AFB | Idaho | États-Unis |
| ----------------- | ----------------- | ----- | ---------- |
| Blancs            | 76,7              | 89,1  | 72,4       |
| Asiatiques        | 8,4               | 1,2   | 4,8        |
| Métis             | 6,1               | 2,5   | 2,9        |
| Afro-Américains   | 5,5               | 0,6   | 12,6       |
| Autres            | 2,3               | 5,1   | 6,4        |
| Océaniens         | 0,7               | 0,2   | 0,2        |
| Amérindiens       | 0,4               | 1,4   | 0,9        |
| Total             | 100               | 100   | 100        |
|                   |                   |       |            |
| Latino-Américains | 10,3              | 11,2  | 16,7       |

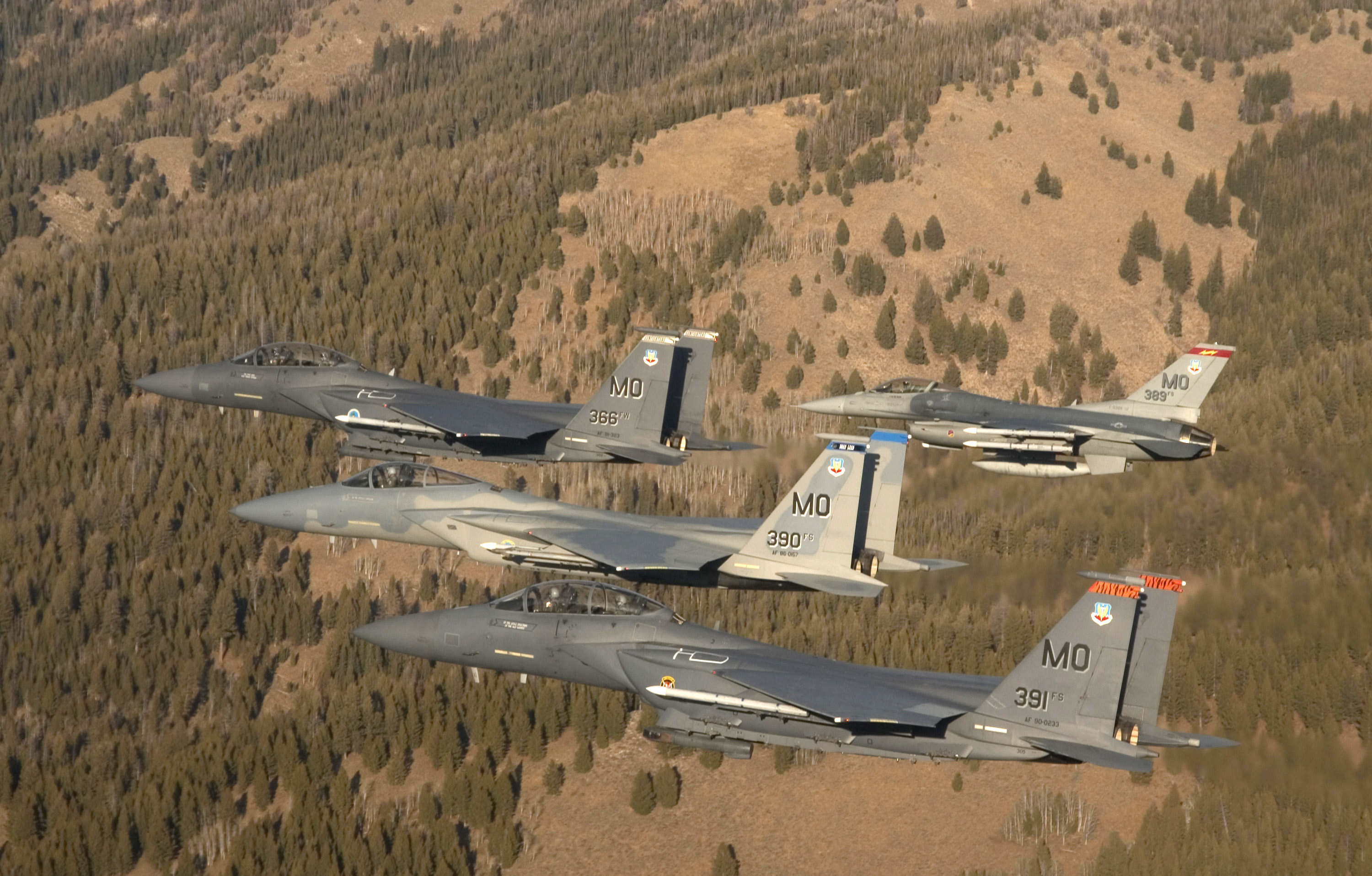
Patrouille en 2006 comprenant le F-15E flagship du 366th FW de Mountain Home AFB et celui de chacun de ses trois escadrons : un F-16CJ du 389th FS, un F-15C du 390th FS et un autre F-15E du 391st FS

En 2010, Mountain Home Air Force Base est la localité d'Idaho au pourcentage le plus élevé d'Afro-Américains, ainsi que le pourcentage le plus élevé d'Asio-Américains.
Selon l'American Community Survey pour la période 2011-2015, 91,23 % de la population âgée de plus de 5 ans déclare parler l'anglais à la maison, 4,64 % déclare parler l'espagnol, 1,07 % une langue chinoise, 0,53 % l'allemand et 2,52 % une autre langue.
| 1970  | 1980  | 1990  | 2000  | 2010  | - |
| ----- | ----- | ----- | ----- | ----- | - |
| 6 038 | 6 403 | 5 936 | 8 894 | 3 238 | - |